# Bomongo
Bomongo este un oraș în  provincia Équateur, Republica Democrată Congo. În 2012 avea o populație de 4 984 de locuitori, iar în 2004 avea 4 135.